# Luca Melchiore Tempi
Luca Melchiore Tempi (ur. 13 lutego 1688 we Florencji, zm. 17 lipca 1762 w Rzymie) – włoski kardynał.

## Życiorys
Urodził się 13 lutego 1688 roku we Florencji, jako syn Ludovica Tempiego i Marii Maddaleny Albizzi. Studiował na Uniwersytecie Pizańskim, gdzie uzyskał doktorat utroque iure. Następnie został protonotariuszem apostolskim i referendarzem Najwyższy Trybunał Sygnatury Apostolskiej. 31 marca 1736 roku przyjął święcenia kapłańskie. 11 kwietnia został tytularnym arcybiskupem Nikomedii, a cztery dni później przyjął sakrę. W latach 1736–1744 był nuncjuszem we Flandrii, a w okresie 1744–1745 – w Portugalii. 26 listopada 1753 roku został kreowany kardynałem prezbiterem i otrzymał kościół tytularny Santi Quirico e Giulitta. Od 1761 do 1762 pełnił funkcję kamerlingiem Kolegium Kardynałów. Zmarł 17 lipca 1762 roku w Rzymie.